# Письма Рождественского Деда
«Письма Рождественского Деда» — серия сказочных произведений Дж. Р. Р. Толкина, написанных им для своих детей в форме писем от Рождественского Деда.

## Рассказчики в письмах
В «Письмах» много персонажей, но рассказчиков пять:
- Рождественский Дед (Николас Рождественский, англ. Father Christmas, Nicholas) — основной рассказчик, весёлый старый волшебник. По его собственным словам, весну и лето отдыхает, а готовит рождественские подарки детям в ноябре—декабре с помощью многочисленных помощников — пещерных и белых медведей, эльфов, гномов и снеговичков. Переписывается с несколькими детьми, в том числе с Джоном (младшим), Майклом, Кристофером и Присциллой Толкинами. Живёт в Доме-на-Утёсе прямо напротив земной оси. Врагов никаких не имеет, не считая гоблинов, живущих под землёй и изредка ворующих подарки и совершающих набеги на жителей Северного полюса.
- Северно-Полярный Медведь (Карху[2], англ. North Polar Bear/White Bear/Karhu) — хулиганистый, но добродушный и отважный белый медведь. Главный помощник Рождественского Деда. Часто попадает в переделки — то свалится с земной оси, то выпустит разом всё северное сияние, то взорвёт все хлопушки, то заблудится в гоблинских пещерах. Но всегда выручает Рождественского Деда в трудную минуту. Вставляет в письма комментарии, пестрящие грамматическими ошибками. Дружит с Человеком-с-Луны.
- Ильбэрэт (англ. Ilbereth) — красный эльф, секретарь Рождественского Деда. Был в числе тех, кто отражал два нападения гоблинов. Часто фигурирует в последних письмах. Постоянно препирается с Северно-Полярным Медведем.
- Паксу (англ. Paksu) и Валкотукка (англ. Valkotukka) — племянники Северно-Полярного Медведя, временами приезжают погостить к Рождественскому Деду. По словам Рождественского Деда, «уродились в дядюшку» — непослушные и непоседливые. Только один раз вставили в письма свой комментарий («Привет от Паксу с Валкотуккой»).

## Сюжет
В первом письме, адресованном трёхлетнему Джону, Рождественский Дед только поздравляет семью с Рождеством и прилагает свой портрет и изображение своего дома. Дальше в письмах появляются сообщения о приготовленных подарках и выражение надежды, что все они детям понравятся; также упоминается Северно-Полярный Медведь.
Сюжетные письма в основном описывают проделки Медведя: поломку земной оси и др. Но в нескольких письмах 30-х гг. Рождественский Дед рассказывает о войне с гоблинами. Гоблины, по его словам, с давних времён великой Гоблинской войны сидели смирно в пещерах и потихоньку его обворовывали. Но вот однажды они устроили масштабный налёт на Дом-на-Утёсе, увели всех оленей и попытались выкрасть все подготовленные к Рождеству подарки. К счастью, Рождественский Дед успел подуть в волшебный рог и позвать на помощь красных и зелёных эльфов и красных гномов. Кроме того, бороться с гоблинами ему очень помог Северно-Полярный Медведь. Гоблинов прогнали, но через несколько лет те вернулись и устроили новое побоище. Проиграв и его, они больше не появлялись, но Медведь на всякий случай (а также из-за бушующей южнее войны) стал изготовлять порох, который, в конце концов, по словам Медведя, «сделал большой бабах».
Вторая мировая война часто упоминается в последних письмах (1939—1943 годов). Рождественский Дед в каждом письме рассказывает о том, как беспокоится за своих эльфов-письмоносцев. А другие обитатели сказочных стран, в свою очередь, беспокоятся за него самого — например, услышав сплетни о том, что Дом-на-Утёсе якобы взорван, из Антарктиды однажды вплавь прибыли на выручку несколько десятков пингвинов.
Последнее письмо не сюжетное, в нём Рождественский Дед только просит четырнадцатилетнюю Присциллу ещё разок вывесить свой чулок для подарков. К слову, он упоминает, что Северно-Полярный Медведь, Паксу и Валкотукка заметно утихомирились и весь год вели себя вполне примерно.

## История написания и публикация
«Письма» Толкин писал в течение 23 лет. Каждое письмо было доставлено в конверте, с нарисованными Толкином марками и штемпелями.
Ещё до публикации «Писем» иллюстрации Толкина к ним были выставлены в музее Ашмола, наравне в том числе с иллюстрациями к «Хоббиту» и «Властелину колец». Первое полное издание «Писем» было выпущено издательством «Аллен и Анвин» в 1976 году 2 сентября, примерно через три года после смерти Толкина. 19 октября того же года «Письма» вышли в «Хоутон Миффлин Харкорт».
«Письма Рождественского Деда» стали третьим посмертно опубликованным произведением Толкина, после одного сборника стихов и «Указателя имён героев „Властелина колец“». Первое издание было отредактировано Бэйли Толкин, второй женой Кристофера Толкина; в этом издании были опущены некоторые письма и рисунки.
В 1999 году книга была переиздана под названием «Письма от Рождественского Деда» (англ. Letters from Father Christmas). В неё были добавлены не включённые в первое издание письма и иллюстрации. В одном из последующих изданий начала 2000-х гг. текст каждого письма был помещён в отдельном конвертике.

## Мнение критиков
О первых двух произведениях Толкина, изданных посмертно, критики отзывались с необычайным восторгом — возможно, из-за недавней смерти их автора. «Письма Рождественского Деда» получили в основном более сдержанные отзывы. Однако Джессика Кембалл-Кук писала в своей книге «Детские писатели двадцатого века» (англ. Twentieth Century Children's Writers), что «Письма» станут классикой детской литературы. Нэнси Уиллард из New York Times сказала, что «Рождественский Дед живёт! И особенно весело — на этих страницах» (англ. Father Christmas lives. And never more merrily than in these pages). В 2002 году в статье, опубликованной в The Independent, утверждалось, что по полёту фантазии автора и забавности «Письма Рождественского Деда» могут поспорить с «Властелином колец».